# Ingalls (cráter)
Ingalls es un antiguo cráter de impacto que se encuentra en la cara oculta de la Luna. Se localiza al nornoroeste de la llanura amurallada del cráter Mach. Aproximadamente a la misma distancia hacia el oeste aparece el cráter Joule.
Este cráter ha sido fuertemente dañado por impactos posteriores, dejando poco más que una depresión irregular en la superficie. El borde exterior está redondeado y marcado por pequeños impactos. El suelo interior es una superficie casi sin rasgos particulares, sembrada con unos diminutos cráteres. Los rastros débiles del sistema de marcas radiales del cráter Jackson, situado a cierta distancia al oesudoeste, atraviesan el lado norte del brocal de Ingalls.

## Cráteres satélite
Por convención estos elementos son identificados en los mapas lunares poniendo la letra en el lado del punto medio del cráter que está más cerca de Ingalls.
|         | \| Ingalls \| Coordenadas \| Diámetro \| \| ------- \| ------------------------------- \| -------- \| \| G \| 25°48′N 150°24′O / 25.8, -150.4 \| 55 km \| \| M \| 24°00′N 153°00′O / 24.0, -153.0 \| 27 km \| \| U \| 27°18′N 156°12′O / 27.3, -156.2 \| 28 km \| \| V \| 27°24′N 155°18′O / 27.4, -155.3 \| 27 km \| \| Y \| 29°42′N 154°06′O / 29.7, -154.1 \| 23 km \| \| Z \| 30°18′N 153°18′O / 30.3, -153.3 \| 25 km \| |          |
| Ingalls | Coordenadas | Diámetro |
| G       | 25°48′N 150°24′O / 25.8, -150.4 | 55 km    |
| M       | 24°00′N 153°00′O / 24.0, -153.0 | 27 km    |
| U       | 27°18′N 156°12′O / 27.3, -156.2 | 28 km    |
| V       | 27°24′N 155°18′O / 27.4, -155.3 | 27 km    |
| Y       | 29°42′N 154°06′O / 29.7, -154.1 | 23 km    |
| Z       | 30°18′N 153°18′O / 30.3, -153.3 | 25 km    |